# Géographie de l'Aurès

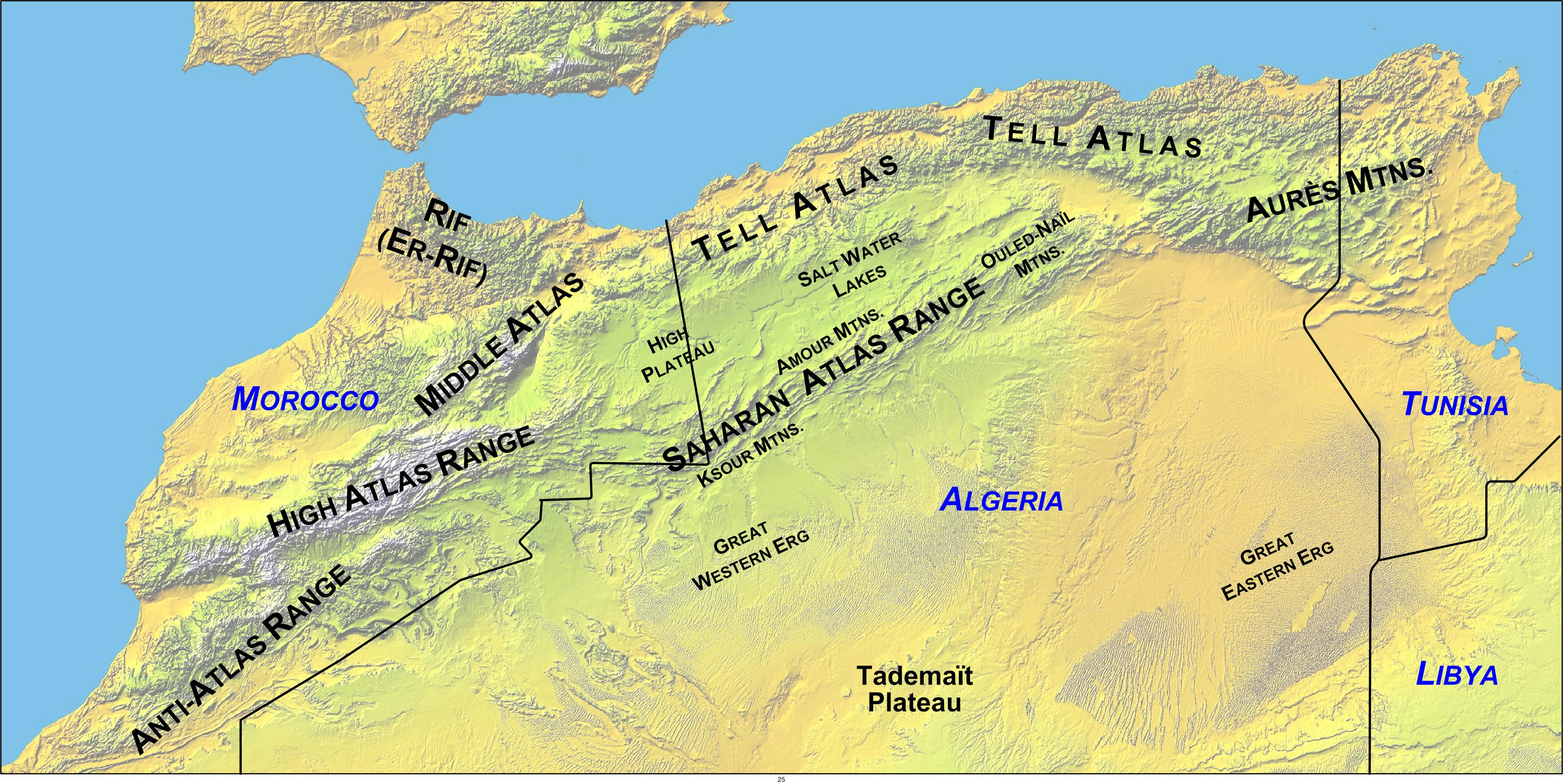
Carte géographique du relief de l'Afrique du Nord.

La géographie de l'Aurès, concerne la région algérienne de l'Aurès et d'un point de vue géographique, le massif de l'Aurès, situé dans la partie orientale de l'Atlas saharien. L'ensemble comprend plusieurs montagnes (djebels, mot issu de l'arabe ; idurar pluriel de adrar en berbère), des plaines et des forêts. Il est traversé par des rivières (oueds), donnant naissance à de nombreux canyons. Le massif est limité au sud par le désert du Sahara.

## Situation
D'après Ammar Negadi :

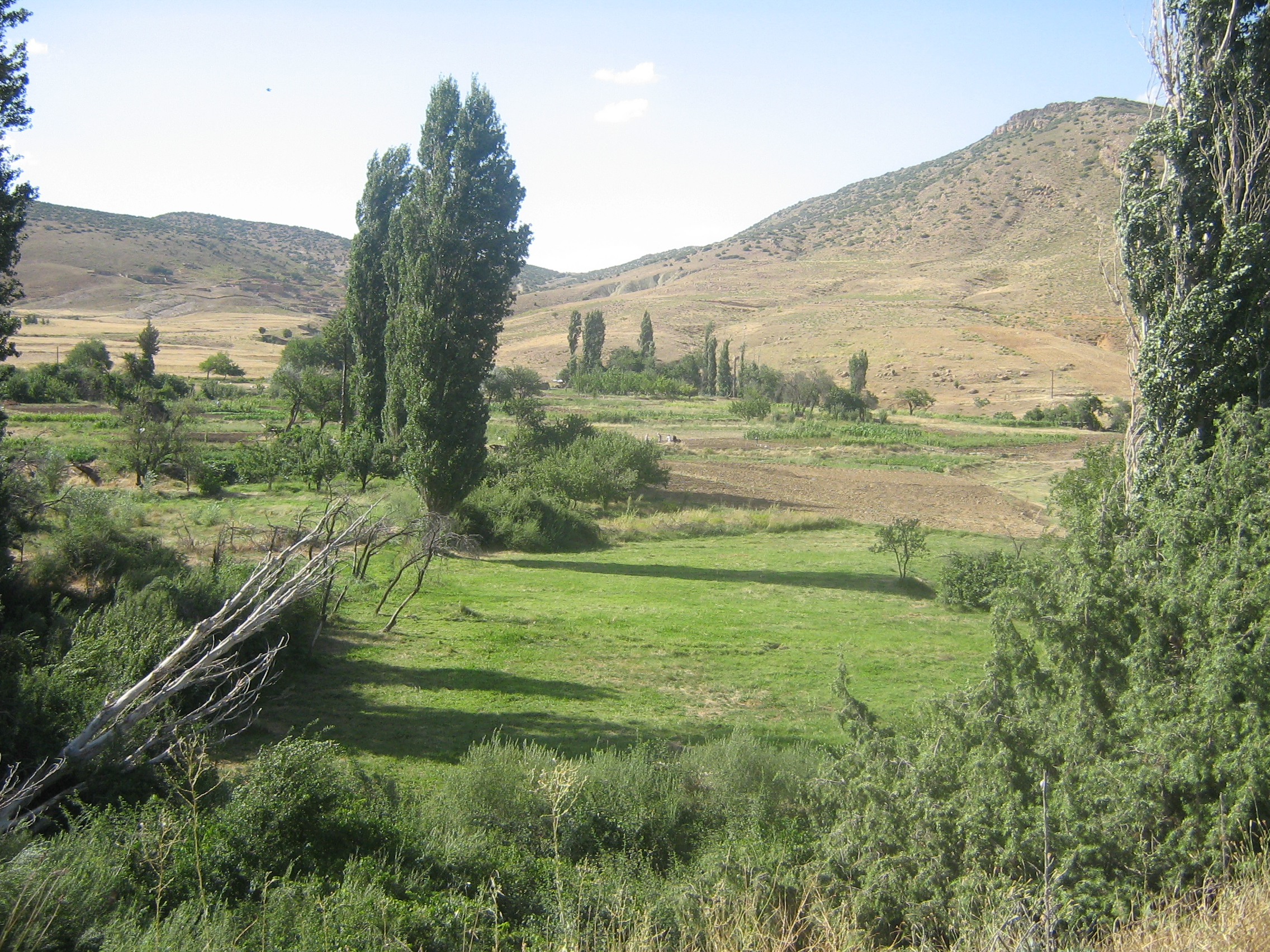
Image prise à partir du village d'Ighz'ar n Taqqa ou Oued Taga dans les Aurès.

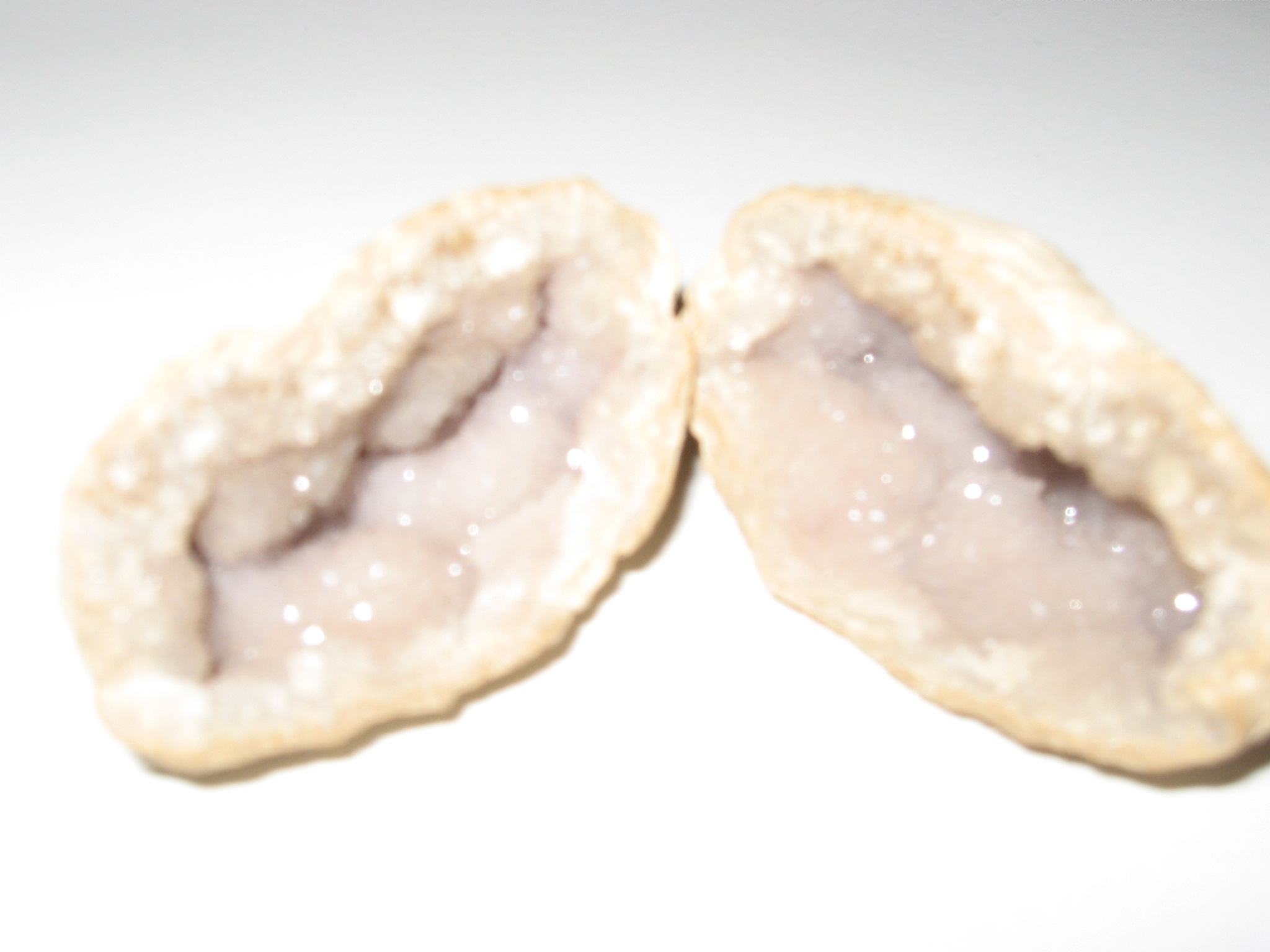
Pierre cristallisée (géode) de Ghoufi.

- Selon les Romains et les Numides : Salluste décrit une chaîne de montagnes qui sépare deux régions, l'une maritime (la côte est de l'Algérie) et l'autre intérieure (Tell). Les monts Aurès se terminent au sud avec le désert du Sahara[2]. D'autres sources indiquent que le nom du bouclier ou de la chaîne de montagnes s'appelait à l'origine Auréus clupeus. De ce dernier nom aurait été tiré le nom latin Mons Aurasius.
- Selon les géographes du Moyen Âge : Procope propose une surface allant de 1 800 à 2 000 km2. Ibn Khaldoun délimite les Aurès par le royaume des Kutumas, les Zibans, le Mzab, l'Oued righ. L'historien et géographe désigne aussi le royaume des Zénètes par les Aurès.
- Selon les Français : Emile Félix Gautier distingue l'Aurès oriental de l'Aurès occidental en examinant les études d'Ibn Khaldoun[3].
- Selon les Algériens : lors de l'occupation française, les responsables de l'armée de libération nationale (l'ALN) nomment les Aurès par Wilaya I qui correspond en superficie à 450 000 à 500 000 km2. Cette superficie désigne le territoire chaouis, qui englobe une partie de la Hodna à la frontière tunisienne et de Doucen à Aïn M'lila.

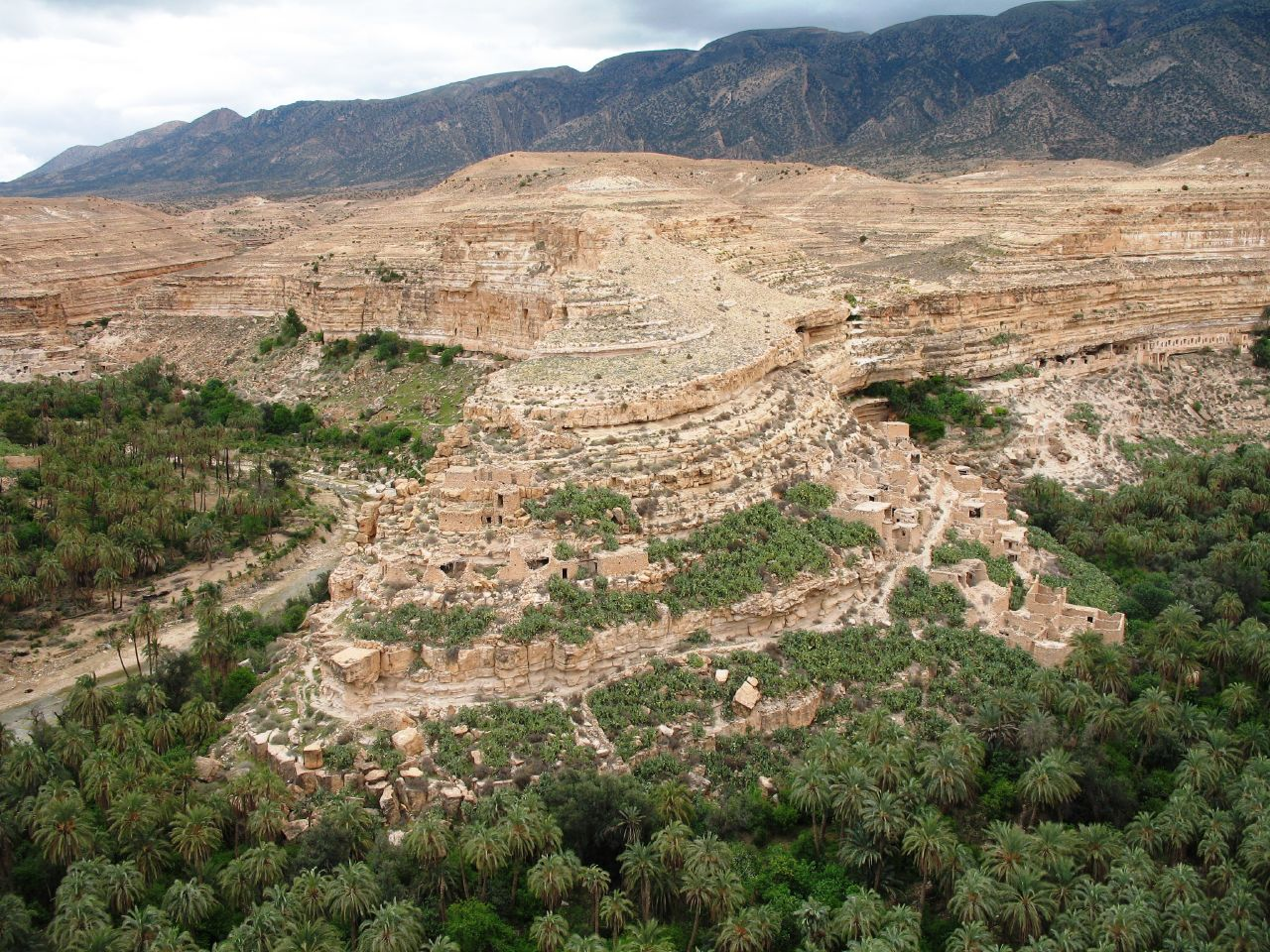
Ghoufi.

Selon Raoul Julien François de Lartigue : « On donne le nom général de massif de l'Aurès au vaste pâté montagneux qui s'étend à l'Est de la dépression dans laquelle coule l'oued Kantara, dépression que suivent aussi la route nationale et le chemin de fer de Batna à Biskra. [...] L'Aurès est compris dans le quadrilatère Batna, Biskra, Khanga sidi Nadji, Khenchela. Sa longueur de l'est à l'ouest est d'environ 100 km ; sa largeur du nord au sud est aussi de 100 km. Il est précédé au nord d'une série d'avant-monts qui pour la hauteur rivalisent avec les sommets principaux de l'Algérie et qui sont habités tout comme lui par des populations de race berbère (Chaouis), tels sont le Djebel Guerioun à l'est d'Aïn M'lila, le massif de Nif-en - Ser (Bec d'aigle) entre la station d'Aïn M'lila et les Lacs, les monts de Batna, nord-ouest de la ville, dont le plus élevé le Djebel Touguert (2 100 m) est couvert d'une belle forêt de cèdres. Les limites du massif de l'Aurès proprement dit sont marqués à l'ouest par l'oued El Kantra (le pont) et la voie romaine de Lambiridis (El-Biar) à Ad Miscinam (Biskra) qui la sépare des monts du Zab ; au sud par la steppe du Chott Melghir et la route de Biskra à Nègrine par Zéribet El Oued ; à l'est par l'Oued El Arab qui la sépare du Djebel Cherchar (mont des cascades) ou Cherchar (mont des cailloux) et qui est suivi par l'ancienne voie romaine de Badès (Ad Badias) à Khenchela (Mascula) ; au nord par la steppe de la Sebkha Djendli et de la Garaa El Tarf que suit en longeant parfois les premières pentes du massif Aurasien la route carrossable de Batna à Khenchela. Au nord et au sud de l'Aurès se trouvent donc deux dépressions remplies de bassins salins. Celle du nord reçoit les eaux venant du versant septentrional de l'Aurès ; elle est connue sous le nom de plaine des Sbakh ; son altitude moyenne est de 900 m. La dépression du sud fait partie de la région des Chotts ; toutes les eaux de l'Aurès méridional et central s'écoulent dans le Chott Melrirh dont l'altitude est à 30 m au-dessous du niveau de la mer ».
D'après Ammar Negadi, à l'est, les monts Aurès englobent tout Souk Ahras à Negrine et dépassent la frontière tunisienne et dépassent M'daourouch et longent Tébessa (Aurès Nememcha). Vers le sud, les Aurès s'étendent vers le sud-ouest de la wilaya de Biskra à Negrine et contournent Aïn Naga et Zeribet el-Oued. Vers l'ouest, Les limites des Aurès atteignent la Petite Kabylie. Les Aurès comprennent une partie de la wilaya de Sétif et de la wilaya de Mila à Doucen. Le contour passe les régions de Aïn Oulmen, de Bou Thaleb, de Maghra, de Barika et de M'Doukal. Vers le nord, les Aurès comprennent une partie de Sétif, d'El-Eulma, de Aïn M'lila, de Sigus à Oum el Bouaghi, de Sédrata (à Skikda et bornée par Annaba et Constantine) jusqu'à M'daourouch et Souk Ahras.
D'autres limitent les Aurès juste à la wilaya de Batna et désignent par la ville de Batna comme étant la capitale des Aurès. Certains regroupent les Aurès en deux wilayas (Batna et Khenchela). D'autres font de l'ensemble des wilayas respectives : Batna, Khenchela et Oum el Bouaghi toute la région des Aurès.

## Topographie

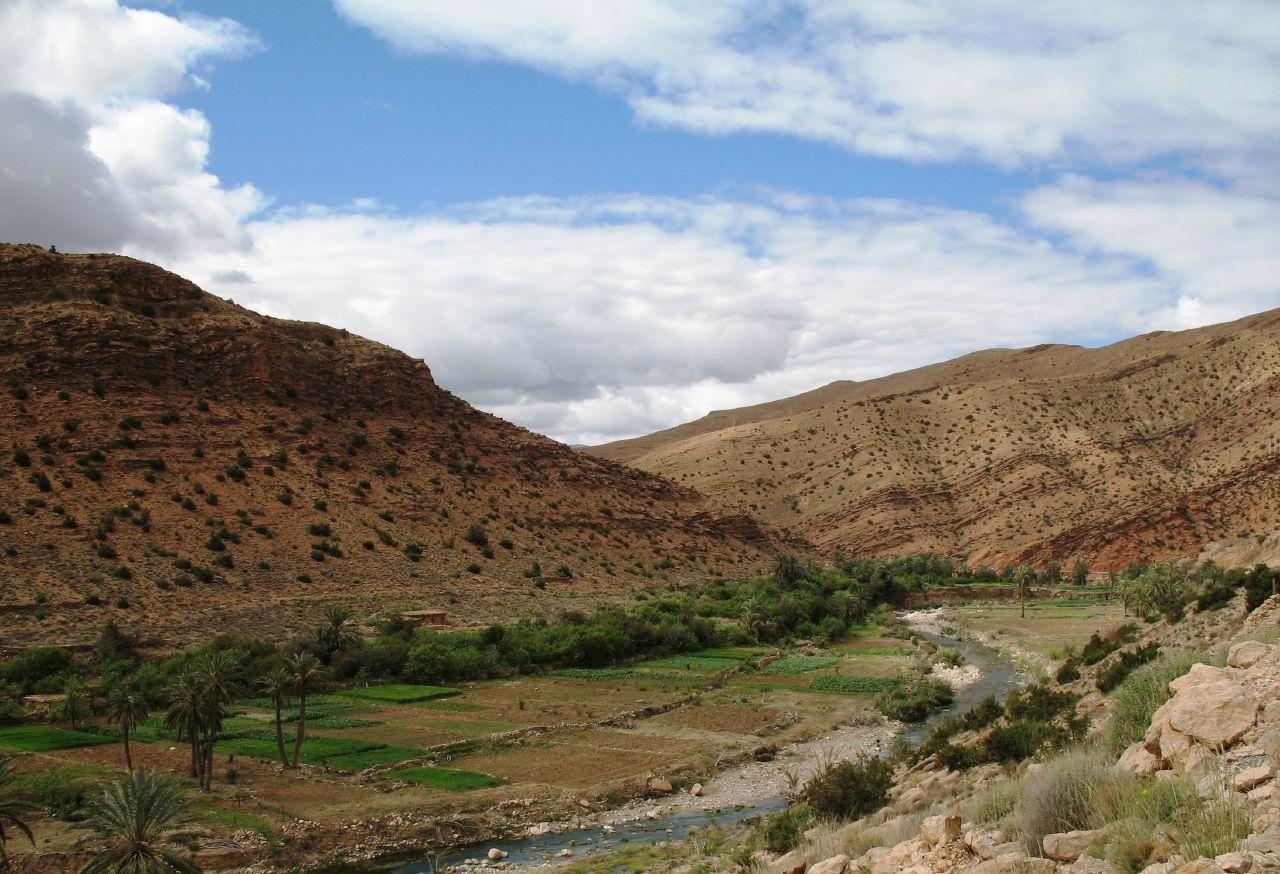

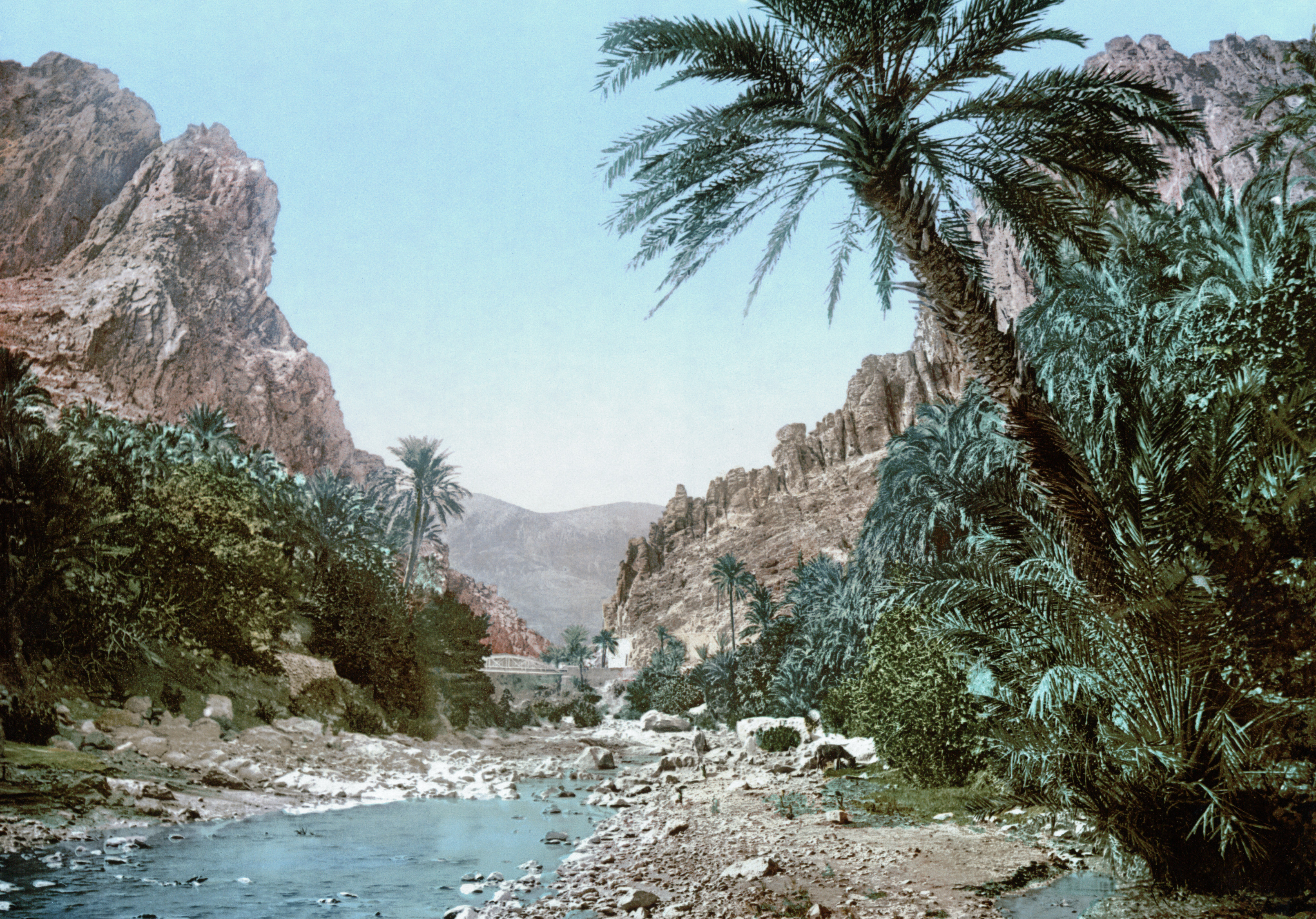
El Kantara.

Les Aurès forment la partie orientale de l'Atlas saharien dont le point culminant est le mont Chélia à 2 328 mètres d'altitude.
C'est un massif n'offrant guère de passages nord/sud, mais partiellement traversé par une dépression synclinale nord-est/sud-ouest au fond de laquelle coule l'oued Abiod.
- Les rivières et les barrages d'eau : oued Abiod, barrage de Timgad, Oued Abdi, Oued el ahmer, Oued Taga, barrage de Beniharoun wilaya de Mila, marais de Medghassen, marais de Draâ Boultif, Chott Djendli, Chott Tincilt, Oued El Madher, etc.
- Les montagnes : le mont Chélia (2 328 m) (Batna et Khenchela), le mont Bouarif (Batna), col du Telmet (pic des Cèdres) près de Batna, Chechar (Khenchela), Belezma (Batna), Awras (Batna), Mahmel, Mahmed (2 321 m à Bouzina, wilaya de Batna), Nouacer, le col d'Ouled Ali, le col Tifrasin, djebel Ouled Aïcha, djebel Ben Bouslimane, djebel Ali(près de Batna), etc.
- Les plaines : Nerdi (Bouzina dans la Wilaya de Batna)
- Les forêts : les forêts de Belezma, les forêts de Beni-Oudjnan, les forêts de Béni Imloul[5], les forêts d'Ouled Yakoub, forêt Bouarif, forêt Legag, etc.
- Les espaces ou parcs protégés : le parc national de Belzma
- Les oasis : El Kantara, Ghoufi, etc.
- Les gisements et ressources naturelles : ciment, sel, mercure, fer, zinc, cuivre, argent, or, plomb, antimoine, phosphates, pétrole, gaz, bois, etc.[6]
- Sources thermales : Kesrou la source thermale d'eau chaude de Fesdis dans la wilaya de Batna, source de Khenchela, source de Biskra, source de Guelma (Hammam Meskhoutine), etc.

## Hydrologie

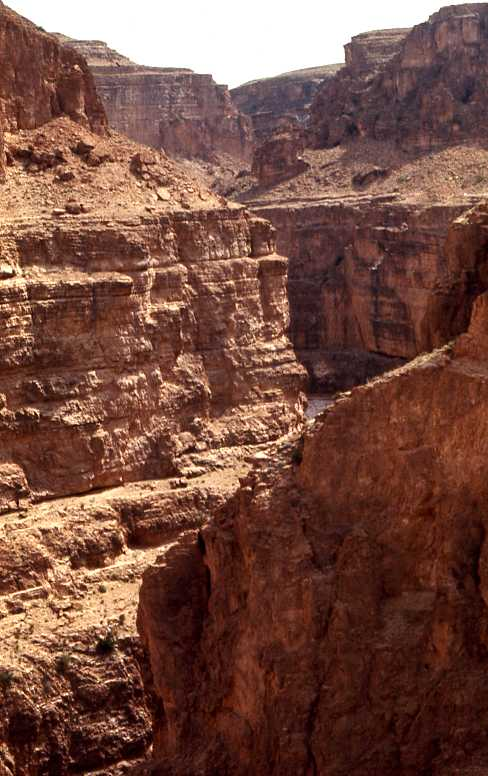
Paysage des Aurès.

D'après Delartigue, au sud, il y a quatre rivières :
- l'oued El Kantara ;
- l'oued Abdi ;
- l'oued El Abiod ;
- l'oued El Kébir dit oued Larab (ighzer Amoqran en berbère).

Les oueds qui se déversent dans le lac salé sont :
- l'oued el Madher ;
- l'oued Chemoura ;
- l'oued Batna ;
- l'oued Boulafreisse ;
- l'oued Foum el Gueisse ;
- l'oued Menzel ;
- l'oued el Hamma ;
- l'oued Bou Roughal ou Baghai.

## Climat

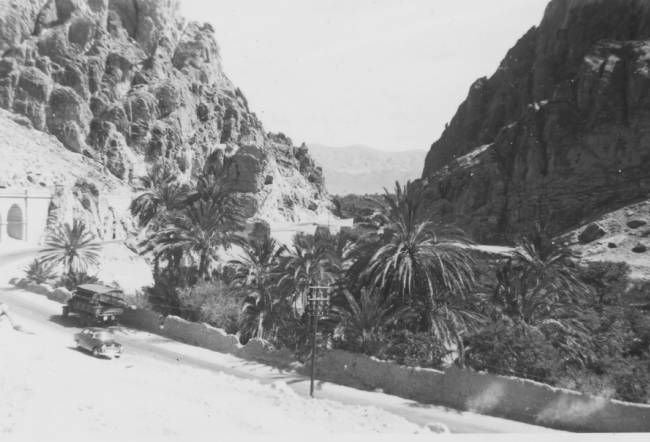
Gorges d'El Kantara.

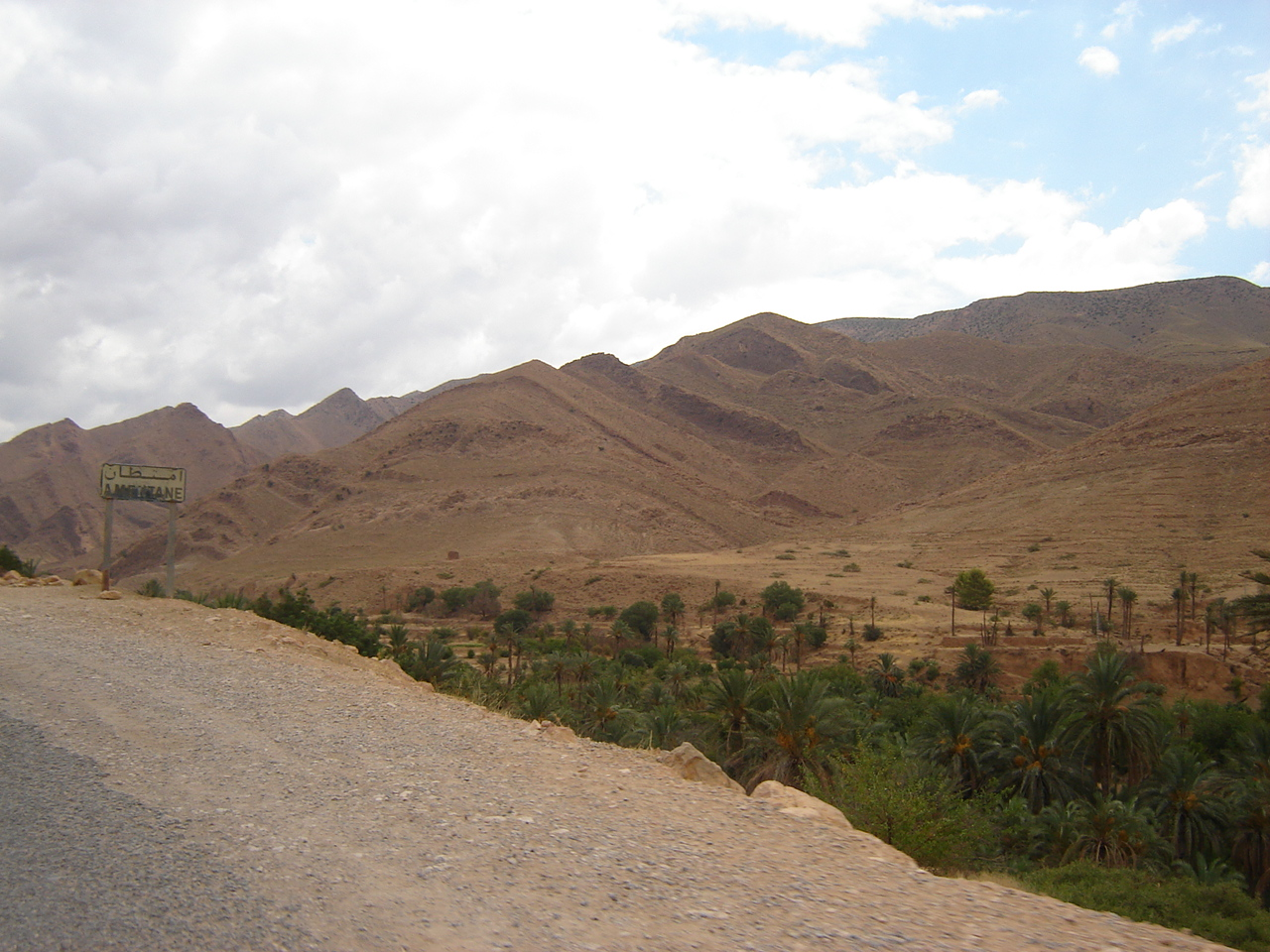
Amantane.

Les hivers sont très froids, la température atteint parfois les −18 °C sans facteur humidex. Les étés sont très chauds. Le thermomètre affiche parfois 50 °C à l'ombre. Les variations de température sont très importantes dans cette région d'Algérie.
Dans les Aurès, la température estivale varie de 30 à 38 °C.
La pluviométrie indique 100 mm en moyenne annuelle sur le piémont sud et atteint ou dépasse 500 mm vers les sommets. Cependant, des pluies diluviennes sont constatées dans les Aurès. Les dégâts causés par des crues peuvent être considérables.

## Faune et flore
- Les animaux : l'âne, le cheval, la hyène, le lièvre, les bovins, le mouton, la chèvre, le fennec, l'aigle, le sanglier, le lézard, le chacal, la cigogne blanche, les canards, le ganga etc. Le dernier lion a été chassé au XIXe siècle près d'Arris. Certaines espèces de poissons vivent dans les eaux de rivières ou de ruisseaux près de Timgad.
- La végétation : plusieurs conifères et arbustes, notamment des cèdres, des pins d'Alep, des chênes verts, quelques chênes faginés, des Genévriers à encens (Juniperus thurifera) et autres genévriers (Juniperus oxycedrus, Juniperus phoenicea), des pistachiers sauvages (lentisque et térébinthe), des jujubiers sauvages, des saules, des peupliers, des tamaris et de nombreux arbres fruitiers (dattier, pommier, grenadier, abricotier, poirier, figuier, olivier, amandier, etc.)